# バーバリーマカク
バーバリーマカク(Macaca sylvanus)は、哺乳綱霊長目オナガザル科マカク属に分類される霊長類。別名バーバリエイプ。過去にはバーバリーエイプと呼称されていたが、現在ではエイプ（ape:類人猿の意）を使用するのは適切ではないとされている。

## 分布
アルジェリア北部、モロッコ。イギリス領ジブラルタルに移入。
名前は分布域である北アフリカのバーバリー地方（現在のマグリブ地域）に由来する。現生のマカク属では唯一アフリカ大陸に分布する。

## 形態
頭胴長（体長）オス55 - 62センチメートル、メス45センチメートル。体重10 - 15キログラム。尾は非常に短く、ほとんどない。apeは尾のないサル・尾の短いサルの意だが、近年は類人猿を指すことが多い。

## 生態
主に標高2,600メートル以下（モロッコでは標高1,000メートル以下で見られることはまれ）にあるCedrus atlanticaなどからなる針葉樹林に生息するが、コルクガシなどからなる常緑樹林および混交林・藪地・岩場などにも生息する。種小名sylvanusは、ローマ神話の森の精霊に由来する。
数十頭に達する雌雄がほぼ同数の複雄複雌の群れを形成して生活する。群れは母系集団で、成長したオスは群れから独立する。オスは群れの中にいる幼獣、特に血縁関係のある幼獣を運搬・毛づくろいするなどの子育てを行う。2頭のオスで子育てを行うことが多く、幼獣を毛づくろいした後にオス同士で毛づくろいなどを行うことで関係性を持つ傾向がある。この子育てを行うことにより地位の低いオスでも、群れの中で地位を向上する機会が得やすくなる利点があると考えられている。オス同士で争いが起こると、幼獣を抱いて緩衝物とすることで相手をなだめる。本種がオスの割合が大きい群れを形成することは、これらの子育てや緩衝行動が効果的に働いているとも考えられている。

## 人間との関係
農地開発・木炭や薪の採取・家畜の過放牧による生息地の破壊、家畜との水資源の競合などにより、生息数は減少している。イヌによる捕食、地元住民や観光客による不適切な食物の餌付けなどによる影響も懸念されている。1977年に霊長目単位でワシントン附属書IIに、2017年にワシントン条約附属書Iに掲載されている。1975年における生息数は13,000 - 22,000頭と推定されていたが、1992年における生息数は10,000 - 16,000頭と推定されている。1999年における生息数は、約15,000頭と推定されている。群れを観察する研究者によると、現在最大の脅威は密猟であり、年間300頭ほどが見世物やペットとして売られているという。
1740年に、ジブラルタルでは狩猟用に移入された個体群が定着している。過去には個体数の変動が大きく1900年には個体数が130頭だったが、1940年には4頭まで激減した。後にウィンストン・チャーチルの指示により北アフリカから24頭が移入された。
日本では2020年現在マカカ属（マカク属）単位で特定動物に指定されている。